# Puskás Hungary
A Puskás Hungary egy 2009-ben bemutatott, Puskás Ferencről szóló magyar dokumentumfilm.

## Díjak és jelölések
- 54. Valladolid Nemzetközi Filmfesztivál, 2009 – legjobb dokumentumfilm
- Magyar Filmkritikusok Díja, 2009
- 41. Magyar Filmszemle, 2010 – Ember Judit-díj
- 41. Magyar Filmszemle, 2010 – Art Mozi Egyesület, az év legjobb filmje
- 9. Los Angeles-i Magyar Filmfesztivál közönségdíja